# BLUE LAGOON
「BLUE LAGOON」（ブルーラグーン）は、日本のギタリスト高中正義が1980年にリリースした5枚目のシングルである。

## 解説
「Blue Lagoon」は、5thアルバム『JOLLY JIVE』からのシングルカットで、パイオニア・ステレオCMソングに使用された。タイトルを考案したのは、写真家の浅井慎平で、高中が当時浅井の写真集を好んでおり、アルバム『JOLLY JIVE』のジャケット写真は、浅井の写真集の中から拝借したものだという。
「Ready To Fly」は2ndアルバム『TAKANAKA』からのシングルカット。オリジナルは6分56秒と45回転シングルレコードに収録するには長すぎるため、冒頭のボイスパーカッションと後半のアドリブソロのほとんどをカットして収録された。
2曲ともに高中を最も代表する曲であり、コンサートでは必ず演奏される楽曲である。

## 収録曲
| 全作曲・編曲: 高中正義。 |                  |      |            |      |
| #                        | タイトル         | 作詞 | 作曲・編曲 | 時間 |
| 1.                       | 「Blue Lagoon」  |      | 高中正義   | 5:05 |
| 2.                       | 「Ready To Fly」 |      | 高中正義   | 4:59 |

## 参加ミュージシャン
Blue Lagoon
- ドラム：井上茂
- ベース：高橋ゲタ夫
- キーボード：乾裕樹
- ハモンドオルガン：小林泉美
- パーカッション：中島御
- ストリングス：加藤グループ

Ready To Fly
- ドラム：井上茂
- ベース：小原礼
- ピアノ：松岡直也
- ソリーナ、モーグ・シンセサイザー：深町純
- ソプラノサックス：薩摩光二
- パーカッション：浜口茂外也、斎藤伸雄

## 収録アルバム
| 楽曲         | アルバム       | 発売日        | 備考                               |
| ------------ | -------------- | ------------- | ---------------------------------- |
| Blue Lagoon  | 『JOLLY JIVE』 | 1979年12月1日 | 6thオリジナルアルバム              |
| Ready To Fly | 『TAKANAKA』   | 1977年3月5日  | 2ndオリジナルアルバム              |
| Ready To Fly | 『Live Show』  | 1979年1月25日 | サディスティックスのライブアルバム |